# 1980年の全日本ロードレース選手権
1980年の全日本ロードレース選手権 (1980ねん の ぜんにほんロードレースせんしゅけん) は、1980年2月24日の筑波ロードレース大会で開幕し、同年9月14日の第17回日本グランプリロードレース大会（鈴鹿）で閉幕した全10戦による1980年シーズンの全日本ロードレース選手権である。
最高峰カテゴリーである750ccクラスチャンピオンは鈴木修（ヤマハ）が獲得した。

## 1980年シーズン
基本開催方式は350ccから750ccまでが予選・決勝を通じ同一レースで混走し、各排気量別の順位で各クラスのポイントが付与された。鈴鹿での大会ではスーパーバイククラスの車両も混走したが、菅生・筑波での開催時はスーパーバイクの出走がなく、350ccクラス、125ccクラスがそれぞれ単独での開催となるケースもあった。
シリーズは前年より1戦増加した全10戦となり、各クラスのランキングは有効ポイント制で年間チャンピオンが争われた。

### 750ccクラス

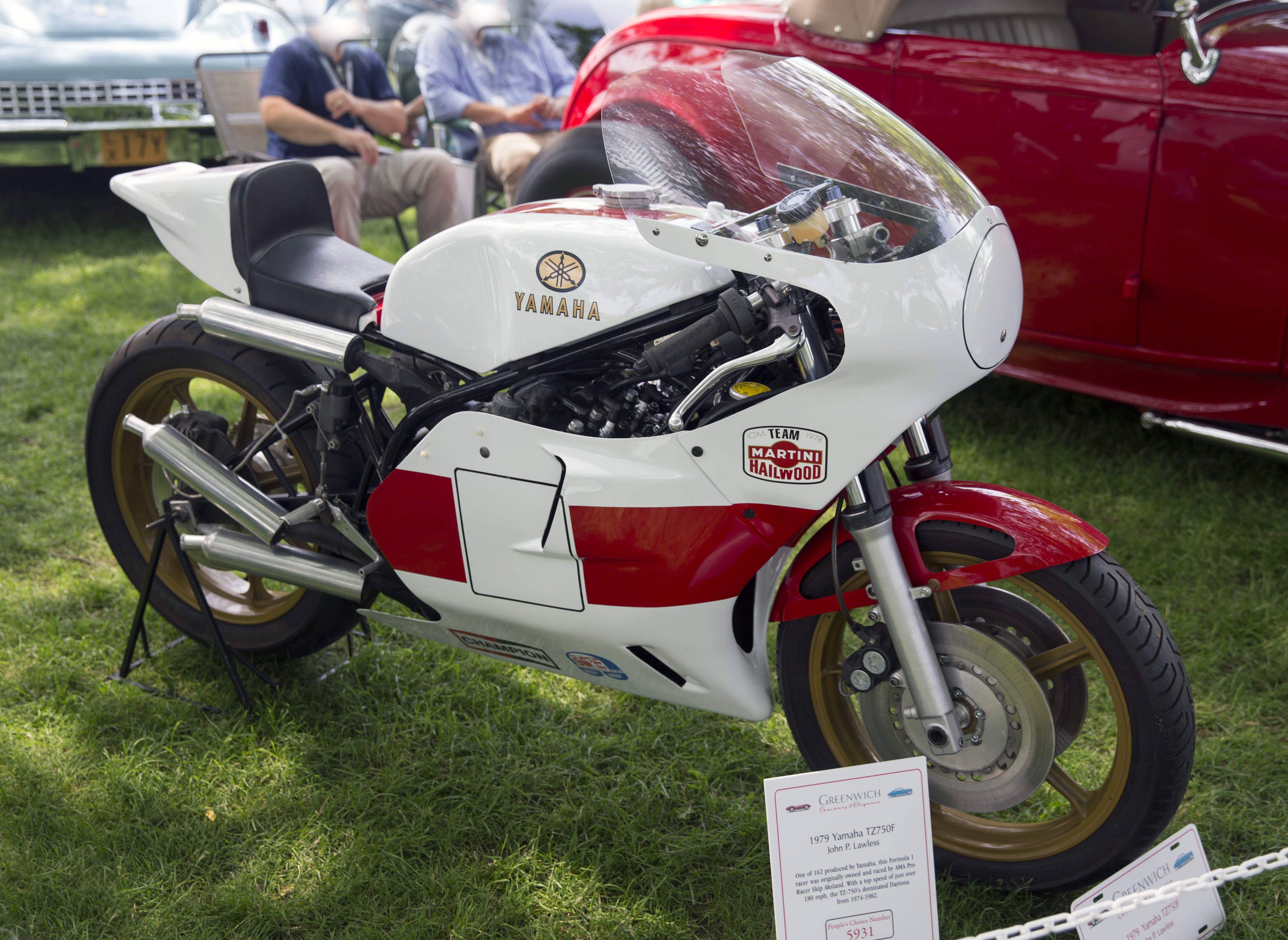
参戦最終年となったTZ750（画像は1979年型）

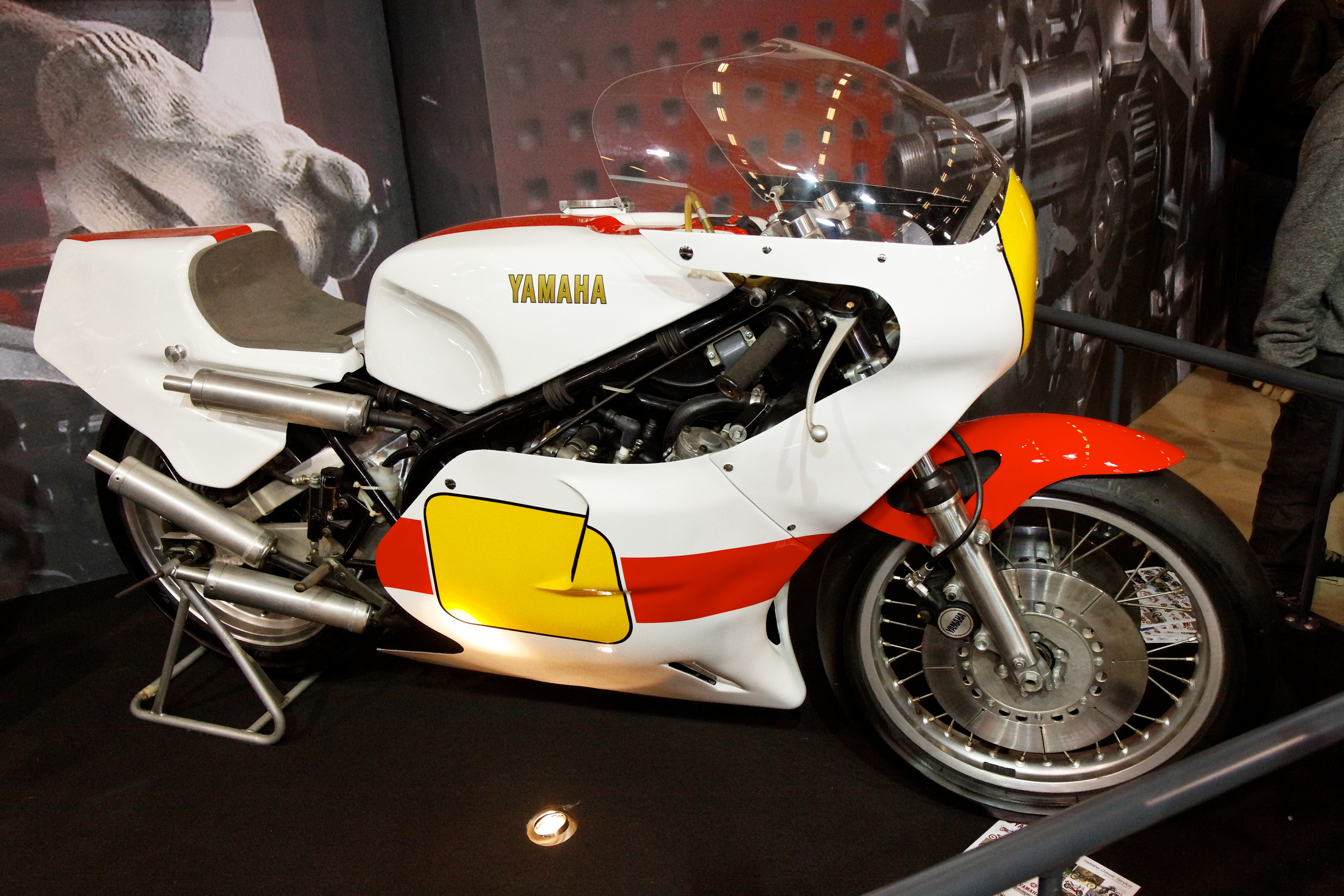
国内販売が開始されたTZ500

最高峰クラスである750ccクラスは、シーズン中盤にほぼすべての参戦ライダーが500ccマシンに乗り換えていく年となった（MFJ公認の500cc車両での参戦者は全日本750ccクラスのポイント対象となる）。この傾向は前年でFIMの世界選手権として開催されたカテゴリー「F750選手権」の終了が決定しヤマハ・TZ750の新規開発が止まったことや、3月1日よりヤマハがYZR500のレプリカ版である市販レーサー「TZ500」を販売開始したことの影響でもあった。TZ500の国内販売価格は当初195万円とプライベーターにとって高価ではあったが、これによって350ccから500ccマシンに乗り換えた木下恵司、石川岩男、鈴木修の3名が750ccクラスの上位争いに加わることとなり、トップカテゴリー上位陣の選手層が厚みを増す年になった。シーズンは第2戦鈴鹿で毛利良一（ヤマハ/チームカナヤ）が優勝、第3戦・4戦は木下（ヤマハ/プレイメイトレーシング）が連勝したが、シーズン途中までTZ350で参戦していた鈴木修（ヤマハ/プレイメイトレーシング）がTZ500に乗り始めると第6戦で3位、第7戦で優勝と750ccクラスでのポイントを稼ぎ、最終戦日本GP・鈴鹿では鈴木と毛利の間で750ccクラスチャンピオンをかけて争う展開となった。ポイント対象外であるヤマハ・スズキの500ccファクトリー車両も参戦したこの最終戦で鈴木修は4位でチェッカーを受けポイント加算に成功し、対する毛利は上位争い中にヘアピンで他車と接触し転倒、有効ポイントを加算することができなかったため、750ccクラスチャンピオンは鈴木が獲得。3年前の350ccクラスに続く全日本選手権2クラス制覇を達成した。ランキング2位にはこの最終戦を制した水谷勝（ヤマハ）が入り、毛利はランキング3位で終了した。
翌1981年シーズンからはヤマハ・TZ500（230万円、公認発行日1981年2月18日）に加えてスズキの市販レーサー「RG500」（230万円公認発行日は1981年2月18日）もMFJ公認車両となることが決定。世界選手権 (WGP)同様、全日本選手権にも最高峰クラスとして500ccクラスが新設されることになり、全日本750ccクラスはこの1980年が最後のシーズンとなった。

### 350ccクラス
前年王者となった木下恵司と、その前の王者石川岩男（前年ランクは3位）が500ccマシンへとステップアップし、代わって前年A級125ccチャンピオンを獲得の斉藤三夫が350ccにステップアップ。斉藤はA級ルーキーの平忠彦（イナレーシング・前年のジュニア350チャンピオン）と開幕戦筑波から激しいトップ争いを最終ラップまで展開した。シーズン序盤は鈴木修（プレイメイトレーシング）も350cc上位争いの一員だったが、シーズン途中より鈴木はTZ500に乗り換えたため750ccクラスのポイント対象となり、350ccタイトル争いは平が優勢に進める。第6戦鈴鹿、第7戦筑波とチーム・カナヤの藤本泰東が連勝しランキングトップに浮上するが、続く第8戦菅生で斉藤三夫が優勝、第9戦筑波は平が優勝し、総獲得ポイントで9点差の中に3人がタイトルの権利を持つという混戦のまま最終戦・日本GPを迎える。最終戦は350の単独開催レースではなく、TZ500や750との混走で戦う1戦となったが、350cc勢の中でトップ（総合7位）でチェッカーを受けた平が18ポイントを獲得し、A級昇格初年度にして全日本350タイトルを獲得した。

### 125ccクラス
125ccクラスは単独開催され、国際A級ライセンスの選手とジュニアライセンスの選手の混走で開催される場合もあったが、ジュニアの若手ライダーが国際A級ライダーより速く追い抜くケースも見られた。特に第4戦鈴鹿ではその傾向が顕著に表れ、ジュニアの山本陽一（ホンダ／鈴鹿レーシング）が並みいるA級ライダーを上回り125ccクラスを制し、3位にもジュニアの女性ライダー小沼賀代子が入賞、ロードレース界を驚かせた。第6戦もジュニア勢の勢いは続き、優勝はA級の一ノ瀬憲明（鈴鹿レーシング）が果たしたが、2位に山本、3位に小沼と互角の争いでレースを盛り上げた。A級125ccクラスタイトル争いでは前年チャンピオンを獲得した斎藤三夫が350ccへとステップアップ。代わって、ホンダ鈴鹿レーシングの一ノ瀬が2勝を挙げチャンピオンを獲得した。2位には斎藤克己が入った。ノービス125ccでは5回の優勝と2位2回の五百部徳雄（テクニカルスポーツ関東）が期待の新人として頭角を現した。
同年は6月22日に、A級125ccのトップライダーである上田公次（ホンダ/1978年125ccクラスチャンピオン）が悪性腫瘍のため30歳で死去、9月7日にはスーパーバイクの富江昭孝が鈴鹿での練習走行中に転倒し、この事故のため27歳で死去するという訃報もあった。

## スケジュールおよび勝者
| Rd.          | 決勝日       | 開催イベント                            | 750cc 優勝  | 350cc 優勝 | 125cc 優勝          | スーパーバイク※ |
| ------------ | ------------ | --------------------------------------- | ----------- | ---------- | ------------------- | --------------- |
| 1            | 2月24日      | 筑波ロードレース大会                    | ―           | 酒井清孝   | 川上浩              | ―               |
| 2            | 3月9日       | 鈴鹿2&4大会                             | 毛利良一    | 鈴木修     | ―                   |                 |
| 3            | 4月6日       | 菅生ロードレース大会                    | 木下恵司    | 斎藤三夫   | 江崎正              | ―               |
| 4            | 4月20日      | 鈴鹿ロードレース大会                    | 木下恵司    | 平忠彦     | 山本陽一 (ジュニア) |                 |
| 5            | 5月18日      | 筑波ロードレース大会                    | 石川岩男*   | 平忠彦     | 鯉沼慶次郎          | ―               |
| 6            | 6月8日       | 鈴鹿200マイル大会                       | 毛利良一    | 藤本泰東   | 一ノ瀬憲明          |                 |
| 7            | 6月29日      | 筑波ロードレース大会                    | 鈴木修      | 藤本泰東   | 石出和之            | ―               |
| 8            | 7月13日      | 菅生ロードレース大会                    | 高井幾次郎  | 斉藤三夫   | 一ノ瀬憲明          | ―               |
| 9            | 8月10日      | 筑波ロードレース大会                    | 水谷勝      | 平忠彦     | 小阪弘行            | ―               |
| 10           | 9月14日      | 第17回日本グランプリロードレース (鈴鹿) | 高井幾次郎‡ | 平忠彦     | 江崎正              | 木山賢悟        |
| チャンピオン | チャンピオン | チャンピオン                            | 鈴木修      | 平忠彦     | 一ノ瀬憲明          | ※               |

- ※鈴鹿大会で混走したスーパーバイク（TTフォーミュラ）は全日本選手権がかけられていない。
- 第2戦鈴鹿大会のノービス125ccおよび250ccクラス、ジュニア125cc、プロダクションクラス、スーパーバイククラスは別途3月16日に開催。
- 第5戦筑波大会・750ccクラスはTZ500に乗る石川岩男が優勝、2位はTZ750に乗る佐藤順造でレースを終えたが、750ccクラス参戦者が規定人数に達しなかったため公式結果はレース不成立、選手権ポイントは与えられなかった。
- ‡MFJ公認車両ではない車両（ワークスマシン／フォーミュラリブレ）での参戦、規定により全日本選手権のポイント対象外。

## シリーズポイントランキング
| 順位     | 1位 | 2位 | 3位 | 4位 | 5位 | 6位 | 7位 | 8位 | 9位 | 10位 |
| ポイント | 15  | 12  | 10  | 8   | 6   | 5   | 4   | 3   | 2   | 1    |
| -------- | --- | --- | --- | --- | --- | --- | --- | --- | --- | ---- |

- 上位6戦分の獲得ポイント数で争われる有効ポイント制。
- 第10戦日本GPではボーナスポイントとして入賞者に従来のポイントに加えて3ポイントが与えられる。

### 750cc
| 順位                 | No. | ライダー   | 使用車両                             | 2 SUZ | 3 SUG | 4 SUZ | 5 TSU | 6 SUZ | 7 TSU | 8 SUG | 9 TSU | 10 SUZ | ポイント |
| -------------------- | --- | ---------- | ------------------------------------ | ----- | ----- | ----- | ----- | ----- | ----- | ----- | ----- | ------ | -------- |
| 1                    | 11  | 鈴木修     | ヤマハ・TZ500                        | -     | -     |       |       | 3     | 1     | 3     | 2     | 4      | 62       |
| 2                    | 1   | 水谷勝     | ヤマハ・TZ750 ヤマハ・TZ500          | 2     | Ret   | 2     |       |       |       |       | 1     | 3      | 57       |
| 3                    | 5   | 毛利良一   | ヤマハ・TZ750                        | 1     | 2     | 4     | -     | 1     |       |       |       |        | 50       |
| 4                    | 35  | 佐藤順造   | ヤマハ・TZ750                        | 3     | 4     | 5     | 2*    | 4     | 2     |       |       |        | 44       |
| 5                    | 28  | 木下恵司   | ヤマハ・TZ500                        |       | 1     | 1     |       |       |       | 2     |       |        | 42       |
| 6                    | 18  | 石川岩男   | ヤマハ・TZ500                        |       |       |       | 1*    | 2     |       |       |       | 5      | 25       |
| 7                    | 3   | 高井幾次郎 | ヤマハ・TZ500 ヤマハ・YZR500 (Rd.10) |       | Ret   |       | -     |       |       | 1     |       | 1‡     | 15       |
| 8                    | 27  | 糟野雅治   | ヤマハ・TZ500                        |       |       |       | -     |       |       |       |       | 6      | 11       |
| 9                    | 2   | 金谷秀夫   | ヤマハ・TZ750 ヤマハ・YZR500 (Rd.10) |       | 3     |       | -     |       |       |       |       | DNS    | 10       |
| 10                   | 20  | 上野真一   | ヤマハ・TZ750                        |       |       | 3     | -     |       |       |       |       |        | 10       |
| 選手権ポイント対象外 |     |            |                                      |       |       |       |       |       |       |       |       |        |          |
| -                    | 7   | 河崎裕之   | スズキ・RGB500                       | ?‡    |       |       | -     |       |       |       |       | 2‡     | -        |
| -                    | 23  | 岩崎勝     | スズキ・RGB500                       | 4‡    |       |       | -     |       |       |       |       |        | -        |

- 太字はポールポジション。
- ‡ワークスマシン（フォーミュラ・リブレ）での参戦、規定により全日本選手権のポイント対象外。
- 第5戦筑波大会の750ccクラスは参戦台数が規定台数以下だったためレース不成立、石川と佐藤は入賞だがポイントが与えられなかった。

### 350cc
| 順位 | No. | ライダー   | 使用車両   | 1 TSU | 2 SUZ | 3 SUG | 4 SUZ | 5 TSU | 6 SUZ | 7 TSU | 8 SUG | 9 TSU | 10 SUZ | ポイント |
| ---- | --- | ---------- | ---------- | ----- | ----- | ----- | ----- | ----- | ----- | ----- | ----- | ----- | ------ | -------- |
| 1    | 62  | 平忠彦     | ヤマハ・TZ | 2     |       |       | 1     | 1     | 10    | 8     |       | 1     | 1      | 83 (89)  |
| 2    | 22  | 斉藤三夫   | ヤマハ・TZ | Ret   |       | 1     |       | 2     | 4     |       | 1     | 2     | 2      | 77       |
| 3    | 85  | 藤本泰東   | ヤマハ・TZ | Ret   |       | 2     | 2     | 5     | 1     | 1     |       | 4     | 6      | 75 (81)  |
| 4    | 89  | 和歌山利宏 | ヤマハ・TZ |       | 6     |       | 3     |       | 2     |       | 5     |       |        | 44       |
| 5    | 86  | 酒井清孝   | ヤマハ・TZ | 1     | 4     |       |       | 3     |       |       |       |       |        | 33       |
| 6    | 95  | 草間郁夫   | ヤマハ・TZ |       |       |       |       |       |       | 3     | 2     | 3     |        | 32       |
| 7    | 45  | 五味渕安彦 | ヤマハ・TZ | 4     |       | 4     |       | 4     |       | 5     |       |       |        | 30       |
| 8    | 11  | 鈴木修     | ヤマハ・TZ | 3     | 1     |       | -     | -     | -     | -     | -     | -     | -      | 25       |
| 9    | 32  | 大塚茂春   | ヤマハ・TZ | 7     | 2     |       | 5     |       |       |       |       |       |        | 22       |
| 10   | 64  | 須田明     | ヤマハ・TZ |       | 5     | 3     |       |       |       |       |       | 6     |        | 21       |
| 11   | 90  | 黒田寛     | ヤマハ・TZ |       |       |       |       |       | 6     |       |       | 5     | 5      | 20       |
| 12   | 88  | 伊藤巧     | ヤマハ・TZ |       |       |       | 4     |       | 3     |       |       |       |        | 18       |
| 13   | 102 | 樋渡治     | ヤマハ・TZ |       |       | 10    |       |       |       |       | 8     |       |        | 14       |

- 太字はポールポジション。

### 125cc
| 順位 | No. | ライダー   | 使用車両       | 1 TSU | 3 SUG | 4 SUZ | 5 TSU | 6 SUZ | 7 TSU | 8 SUG | 9 TSU | 10 SUZ | ポイント |
| ---- | --- | ---------- | -------------- | ----- | ----- | ----- | ----- | ----- | ----- | ----- | ----- | ------ | -------- |
| 1    | 99  | 一ノ瀬憲明 | ホンダ・RS125R | Ret   |       | 2     |       | 1     | 3     | 1     |       |        | 52       |
| 2    | 53  | 斉藤克巳   | ホンダ・RS125R | 3     |       |       | 3     |       | 5     | 2     |       | 4      | 49       |
| 3    | 55  | 鯉沼慶次郎 | ホンダ・RS125R | 6     |       |       | 1     |       |       |       | 3     | 2      | 45       |
| 4    | 104 | 岩瀬孝明   | ホンダ・RS125R | 7     | 7     |       | 2     |       |       | 3     | 2     |        | 42       |
| 5    | 97  | 石出和之   |                |       | 4     |       |       | 6     | 1     |       | 5     | 7      | 41       |
| 6    | 77  | 五十木俊克 |                | 2     | 6     |       | 6     |       |       |       |       | 3      | 35       |
| 7    | 38  | 江崎正     | ヤマハ・TZ125  |       | 1     |       | -     |       |       |       |       | 1      | 33       |
| 8    | 61  | 平井隆     |                | 4     |       |       | 4     |       | 4     |       | 4     |        | 32       |
| 9    | 17  | 飯田浩之   | ホンダ・RS125R | 5     | 2     |       |       | 2     |       |       |       |        | 30       |
| 10   | 109 | 小阪弘行   |                |       |       |       |       |       | 2     |       | 1     |        | 27       |
| 11   | 14  | 上田公次   | ホンダ・RS125R |       | 3     | 1     | -     |       | -     | -     | -     | -      | 25       |
| 11   | 29  | 川上浩     | ホンダ・RS125  | 1     | 5     |       |       |       |       |       |       |        | 21       |

- 太字はポールポジション。

### ジュニア区分
| ライセンス | クラス | チャンピオン | マシン         | チーム                 |
| ---------- | ------ | ------------ | -------------- | ---------------------- |
| ジュニア   | 350cc  | 田中光男     | ヤマハ・TZ350  | オートルーキーRC       |
| ジュニア   | 250cc  | 垣内清貴     | ヤマハ・TZ250  | BEETレーシング         |
| ジュニア   | 125cc  | 山本陽一     | ホンダ・RS125R | 鈴鹿レーシングチーム   |
| ノービス   | 250cc  | 窪田正二     | ヤマハ・TZ250  | チーム筋斗雲           |
| ノービス   | 125cc  | 五百部徳雄   | ホンダ・RS125R | テクニカルスポーツ関東 |